# Соловьёв, Владимир Михайлович
Влади́мир Миха́йлович Соловьёв (род. 1951, Москва) — российский историк, культуролог, писатель. Доктор исторических наук (1995), профессор. Научное направление работы — исследование эволюции русской философии и исторической связи различных эпох русской культуры.

## Биография
Окончил исторический факультет МГУ по кафедре древней истории. В 1982 году защитил диссертацию «Городское население в крестьянской войне под предводительством С. Т. Разина» на соискание ученой степени кандидата исторических наук по специальности 07.00.02 — история СССР. В 1995 году защитил докторскую диссертацию «Отечественная историческая мысль о восстании С. Т. Разина» по специальности 07.00.09 — историография, источниковедение и методы исторического исследования.

## Научная деятельность
Исследователь природы и сущности русского бунта. В работах бунт предстаёт как феномен, в котором постоянно сочетается бесконечное умножение сущностей и который неожиданно дает о себе знать в самых разных контекстах русской истории и культуры («Актуальные вопросы изучения народных движений (полемические заметки о крестьянских войнах в России», «Анатомия русского бунта…», «Мы пели песнь топору (Разин, Пугачев и другие)», «Кровавая реальность (русский бунт через призму философии культуры)» и др.). Вкладывает в понятие «бунт» синонимичное или достаточно близкое содержание к понятию «хаос», чем фактически продолжает линию русской экзистенциально-персоналистической историографии (С. Г. Томсинский, С. И. Тхоржевский) и философии (Б. П. Вышеславцев, Л. И. Шестов). Диалектический подход к бунту заключается в трактовке этого явления как борению множества бинарных оппозиций, условно подразделяющихся, с одной стороны, на стихию, ассоциирующуюся с созидательным началом, с другой — с разрушением и уничтожением. Бунт в равной мере питают источники добра и зла, причем нацеленность на состояние свободы, онтологически обречена обесцениваться реальностью безудержной разбойничьей вольницы. Бунт не столько подрывает устоявшийся уклад, сколько воспроизводит его в карикатурных (институции Пугачева) формах. Разрушение утвердившегося порядка создает иллюзию придания хаосу нужного направления, но на деле выливается в беспорядочную и безысходно тупиковую кровавую реальность и создает предпосылки для нового витка закручивания властью гаек, закрепляющих как норму принуждение, безропотную покорность, готовность к раболепному повиновению начальствующим лицам.